# Рандал (Ајова)
Рандал (енгл. Randall) град је у америчкој савезној држави Ајова. По попису становништва из 2010. у њему је живело 173 становника.

## Демографија
Према попису становништва из 2010. у граду је живело 173 становника, што је 25 (16,9%) становника више него 2000. године.
| Група             | 2000.       | 2010.       |
| Белци             | 146 (98,6%) | 172 (99,4%) |
| Афроамериканци    | 0 (0,0%)    | 0 (0,0%)    |
| Азијати           | 0 (0,0%)    | 1 (0,6%)    |
| Хиспаноамериканци | 2 (1,4%)    | 0 (0,0%)    |
| Укупно            | 148         | 173         |